# Myriotrema rugiferum
Myriotrema rugiferum är en lavart som först beskrevs av Julien Herbert Auguste Jules Harmand och som fick sitt nu gällande namn av Mason Ellsworth Hale. 
Myriotrema rugiferum ingår i släktet Myriotrema och familjen Graphidaceae. Inga underarter finns listade i Catalogue of Life.